# Антоновка (Черниговская область)
Анто́новка (укр. Антонівка) — село в Прилукском районе Черниговской области Украины.
Население по переписи 2025 года составляло 361 человек
.

## Географическое положение
Село расположено на самом юге Черниговской области. В селе расположено 3 ставка, в селе протекают реки Субота и Середа(Руда) притоки реки Удай
На западе и юго-западе от села расположены заболоченные земли левого берега реки Удай.
В селе действует два сельскохозяйственных предприятия. На рубеже XIX—XX веков в селе была построена Покровская церковь.

## Личности
• Тарновский Василий Васильевич (старший) —
Украинский этнограф, юрист, общественный деятель 
•Тарновский Василий Васильевич (младший) —Украинский общественный и культурный деятель, собиратель украинских древностей, меценат.
•Валерия Михайловна Ничик – украинский историк философии и религии.  Доктор философских наук, профессор, автор около 150 научных публикаций, заслуженный деятель науки и техники Украины.  Лауреат премии НАНУ им.  Д. Чижевского.
• Шолом Пелагея Евдокимовна— депутат верховного совета СССР 1-го созыва, украинская советская деятелька.
• Кольцова Надежда Тимофеевна— украинская писательница, поэтесса, автор текстов песен, журналистка. 
• Мария Александровна Волик— украинская народная рукодельница. 

## Состав села
Село Антоновка довольно большое по размерам. Сами жители села разделяют его на 5 районов с красивыми историческими названиями
Ковалевка — представляет собой выдолженые 2 улицы (Ковалевская(бывш. Ленина) и Братьев Педорычей, а также нескольких проулков.
Мелашевка— представляет собой 3 улицы, двое из них тянутся долиной реки Субота.
Примовка— представляет собой 3 длинные улицы (Травнева(бывш.Першотравнева), Береговая, Братьев Васильченко) и нескольких проулков, некоторые из каких соединяются с Березняками.
Березняки — представляет собой одну длинную улицу (Березняковская(бывш.Гагарина)) улицы Шевченка и Ставовой, а также нескольких проулков.
Сады— представляют собой две улицы: Садовую и прилегающую улицу Заречную, также несколько проулков.